# Russocampus
Russocampus is een geslacht van spinnen uit de familie hangmatspinnen (Linyphiidae).

## Soorten
De volgende soorten zijn bij het geslacht ingedeeld:
- Russocampus polchaninovae Tanasevitch, 2004